# Chorwaci w Kanadzie
Chorwaci w Kanadzie (chorw. Hrvati u Kanadi) – diaspora chorwacka w Kanadzie. W 2011 roku liczyła ona 114 880 osób, a w 2016 roku – 133 965 osób.

## Historia
Za początek emigracji Chorwatów do Kanady uznaje się XV wiek, a za pierwszych emigrantów dwóch żeglarzy z Dalmacji z załogi Jacques’a Cartiera podczas jego trzeciej wyprawy do Ameryki oraz górnika towarzyszącego Samuelowi de Champlainowi. Chorwaci służyli również w jednostkach austriackiej armii wysłanych przez francuski rząd do obrony Nowej Francji w latach 1758–1759. W XIX wieku wielu Chorwatów przybywało do Kanady w celu poszukiwania złota, jednak po wprowadzeniu restrykcyjnych przepisów stało się to utrudnione. Po I wojnie światowej diaspora chorwacka w Kanadzie liczyła 28 000 osób. W 1929 założono kanadyjski oddział Chorwackiej Partii Chłopskiej. W dwudziestoleciu międzywojennym do Kanady trafiło łącznie 15 tys. Chorwatów. Po drugiej wojnie światowej do Kanady zaczęli emigrować bardziej wykształceni Chorwaci, głównie z większych miast, którzy przybywali zarówno z powodów ekonomicznych, jak i politycznych. Wielu z nich przed otrzymaniem wizy do Kanady przebywało w obozach dla uchodźców w Austrii. W latach 1945–1956 do Kanady przybywało rocznie 1 500 Chorwatów, z których znaczną większość stanowili imigranci polityczni. W latach 1957–1961 w Kanadzie osiedliło się 25 000 Chorwatów, z których 8 000 stanowili uchodźcy.

## Sytuacja obecna
W Kanadzie publikowanych jest kilka gazet w języku chorwackim; działają również chorwackojęzyczne stacje radiowe. Znajduje się tu 19 chorwackich parafii i misji chrześcijańskich; msze odbywają się w języku chorwackim. Istnieją również chorwackie grupy folklorystyczne. Uniwersytet w Waterloo i Uniwersytet w Toronto oferują naukę języka chorwackiego. Najwięcej Chorwatów mieszka w prowincjach Ontario, Kolumbia Brytyjska, Alberta, Quebec i Manitoba.

## Literatura dodatkowa
- Anthony W. Rasporich: For a better life: a history of the Croatians in Canada. Toronto: McClelland and Stewart Ltd., 1982. ISBN 978-0-7710-7308-3. (ang.). Brak numerów stron w książce